# Станиславов пролог
Станиславов пролог познат и као Лесновски пролог је средњевековни ћирилични рукопис. Писао га је аутор по имену Станислав 1330. године у манастиру Лесново. Садржи листу И+320 и чува се у Архив САНУ у Београду, бр. 53.
Рукопис је монохроматски са безусовим дршкама (до стр. 68в) и са Кратов Јусовим системом (од последња четири реда на стр. 68в до 320. листа). То је врста потпуног пролога и садржи кратке житије светих за све дане у години. Руски светитељи из 1. и 2. слоја помињу се у првом издању пролошких текстова, као и јужнословенских свети Ћирила Солунског, заједнички помен светих Кирила и Методија, житије пустињака Гаврила Лесновског.